# Тарантела
Тарантелата е бърз танц в 3/8 или 6/8 такт, характерен за Южна Италия.
Предполага се, че води името си от умалителното назавание tarantella на считания за отровен паяк тарантула. Според легендите, след ухапване от тарантула помагало танцуване, тъй като бързите ритмични движения „прогонвали“ отровните вещества. За пръв път е спомената като „терапевтичен“ танц през 17 век. По-късно тарантелата се превръща от „лечебно“ танцуване в танц символизиращ любов и страст. Въпреки че е важен и характерен за Неапол, танцът се среща и в други италиански региони и се характеризира с много различни варианти - tammuriate (танц с барабани), villanedda (вариант от Калабрия), сицилианска тарантела.
През 19 век тарантелата бива открита от много композитори от епохата на Романтизма. Среща се в произведения на Шуберт, Франц Лист и Шопен.